# ブソガ

ブソガ王国
Kingdom of Busoga（英語）
Obwakyabazinga bwa Busoga（ソガ語）

国の標語：不明
国歌：Tuli bankabi inhyo, ye nga twesimye inhyo

ブソガはウガンダ東南部の伝統的地域。主な民族はバントゥー系のソガ族で11の首長国からなり、イギリスなどの支配を受けて以降、ブガンダなどとの対抗上選ばれた「伝統的王」として20世紀初頭にキャバジンガが置かれブソガ王国とも呼ばれる。北にキオガ湖を挟みテソ地方、東にムポロゴマ川を挟みブケディ、南はヴィクトリア湖に臨み、ブヴマ島などいくつかの島嶼を含み領水がケニア・タンザニアと接し、西はブガンダと接する。王国の首都はジンジャ近くのブゲンベに置かれていた。
王制はブガンダなどと同様に第一次ミルトン・オボテ政権により1967年に廃止されたが、1995年憲法246条の規定により文化的指導者としての復活が認められ、2月11日ヘンリー・ワコ・ムロキがキャバジンガへの復位を宣言した。ムロキは2008年9月1日にカンパラのムラゴ国立基幹病院で食道癌で亡くなった。

## 歴史
ナイル川の源流を探検していたイギリスの王立地理学協会のジョン・ハニング・スピークがアフリカ東海岸からヴィクトリア湖南岸を西に周り、ブガンダを経て1862年に後のジンジャ近郊のリポン滝に到達したのが、ヨーロッパ人とブソガの最初の接触であった。スピークはブソガを探検しようとはせず、目的の源流に辿り着いたと考え、ナイル川を伝って北に向かった。スピークは「ウソガ（スワヒリ語での名称）は島である。」と記した。今日では周囲の民族との境界が何らかの水系であることなどと解釈される。
19世紀末にはヨーロッパとブガンダの交易路がブソガの南部を通るようになった。スピークやジェイムズ・オーガスタス・グラント、ジェラルド・ポータル、フレデリック・ルガード、J・R・L・マクドナルド、アルフレッド・タッカーは何れもブソガは食料が豊富で人口が多いと記した。1898年から1899年、1900年から1901年には最初の眠り病の報告がなされた。避難命令が出されたが、眠り病の流行は1910年まで続いた。19世紀末に20万人を数えた住民を避難させたところにイギリス人が入植した。面積の3分の1に当たる南部ブソガは避難により人が居なくなった。1920年代及び1930年代に人々が戻り始めたが、1940年代にも眠り病の流行があったりしたため、当局が帰還を奨励するようになるのは1956年である。これらのため伝統的居住地に戻ったソガ人はほとんどおらず、眠り病と共に飢餓にも見舞われるようになった。これらによりソガ族が周囲へ移住し代わりに別の民族が移入して現在ではソガ人を含め主に6つの民族が住むようになった。
植民地時代にブソガの首都はジンジャに置かれた。ウガンダ鉄道とオウェン滝ダムにより綿花栽培が盛んとなった。ジンジャには46の工場が造られ、ブソガ内外から人々が集まるようになった。同じくイギリス植民地であるインドからも商人などが移民としてやってきた。ムプムッデやワルクバなどは人口増によりこの頃に開発された。水道、電気、道路、学校、病院なども次第に整備されるようになった。綿花、コーヒーの他、バナナ、ジャガイモ、キャッサバなどの果物や野菜が栽培された。生活水準は向上したものの、持続可能な農業が衰退し、ヨーロッパ人の好む作物がより栽培されるようになった。ウガンダ独立期にはウガンダ国内でも豊かな地域であった。ジンジャはウガンダ第二の都市となった。ウガンダの産業の7割がジンジャに集中し、ナルバーレ水力発電所はウガンダの他ケニア、タンザニアにも一部の電力を送電している。